# Цури
Цури је насеље у Италији у округу Ористано, региону Сардинија.
Према процени из 2011. у насељу је живело 134 становника. Насеље се налази на надморској висини од 267 м.